# Provincia di Hakkâri
La provincia di Hakkâri è una delle province della Turchia.
La popolazione è prevalentemente appartenente all'etnia curda.	
Confina a sud con l'Iraq, ad est con l'Iran e con le province di Şırnak ad ovest e Van a nord.

## Distretti

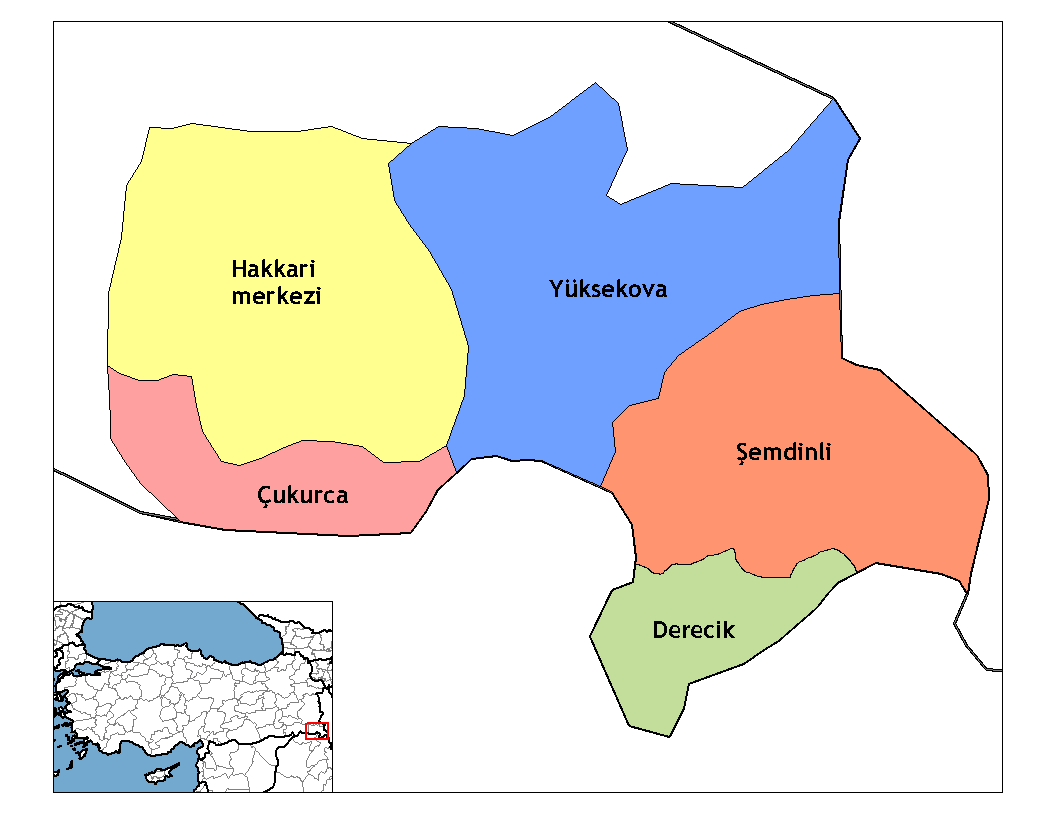
Distretti della provincia di Hakkari

La provincia è divisa in 4 distretti: 	
- Çukurca
- Hakkâri
- Şemdinli
- Yüksekova

## Società

### Evoluzione demografica
La provincia di Hakkari si trova nel Kurdistan turco ed è composta da una popolazione per lo più curda..
La maggior parte di curdi aderisce alla scuola islamica sciaefita con una forte presenza dell'ordine dei Naqshbandi vicino a Şemdinli.. le tribù curde della provincia sono Doski, Ertuşi, Gerdi, Herki, Jirki e Pinyaniş.. É presente anche una comunità cristiana assira arrivata prima del genocidio assiro nel 1915. Le tribù assire della regione sono: Jilu, Dez, Baz, Tkhuma, Tal e Tyari.